# Municipio de Oregon (Pensilvania)
El municipio de Oregon (en inglés: Oregon Township) es un municipio ubicado en el condado de Wayne en el estado estadounidense de Pensilvania. En el año 2000 tenía una población de 745 habitantes y una densidad poblacional de 16 personas por km².

## Geografía
El municipio de Oregon se encuentra ubicado en las coordenadas 41°37′00″N 75°12′59″O / 41.61667, -75.21639.

## Demografía
Según la Oficina del Censo en 2000 los ingresos medios por hogar en la localidad eran de $36,467 y los ingresos medios por familia eran $39,545. Los hombres tenían unos ingresos medios de $29,531 frente a los $17,083 para las mujeres. La renta per cápita para la localidad era de $16,554. Alrededor del 10,7% de la población estaban por debajo del umbral de pobreza.